# 사토 고이치 (축구 선수)
사토 고이치(일본어: 佐藤 洸一, 1986년 11월 28일 ~ )는 일본의 전 축구 선수이다.

## 구단 경력
그는 2008년부터 2019년까지 J리그의 FC 기후, V-파렌 나가사키, 츠바이겐 가나자와, 방포레 고후에서 활동하였다.